# 李忠成
李忠成（日语：／ Ri Tadanari，韓国名：／ I Chung-seong，1985年12月19日—），朝鮮裔日本前足球運動員，前日本國家足球隊成員，最後效力新加坡超級足球聯賽球隊新加坡新潟天鵝。

## 俱乐部生涯
李忠成1985年出生在日本东京都田无市，现在这里已经改名为西东京市，他的父亲是一名经营韩式烧烤的烧肉店店主。原来曾经在实业团足球赛的横滨SC效力，也算得上是足球世家。
李忠成在朝鲜人学校度过的童年，他毕业于东京朝鲜第九初级中学。随后没有上朝鲜高中和大学，而是在2001年进入了日本学校東京都立田無高等学校。这是因为当时他在少年足球队的时候显示出了足球天赋，因此田无地区的教练希望他能够留在本地上学。
由于没有进一步接受韩文教育，因此李忠成不能说朝鲜语。
2001年，在上了东京都立田无高中的同时，李忠成进入了FC东京的U18队，他连续三年成为了东京代表队的成员，2001年在日职联赛青年赛中帮助球队获得了亚军。2002年，李忠成拿到了关东高中足球联赛的最佳射手，随后2003年，李忠成又在日本国内的日本王子杯上获得了个人MVP。
2004年，李忠成升级到了日职联赛的FC东京一队，现在在大连一方担任主帅的朴成华当时是韩国青年队的教练，他听说了在日韩国人李忠成，将他征调进了韩国U19青年队。 
可是，由于语言不通，李忠成没能得到参加亚青赛的出场机会。最终，李忠成回到了日本。李忠成在FC东京队中几乎没有出场机会，年底他主动提出解除合同，离开球队，FC东京同意了他的要求。
2005年，李忠成转会到了柏雷素尔，由于当年柏雷素尔降级到了日乙，大批球员离队，因此李忠成逐渐成为了球队的主力。李忠成最终在日本方面的邀请下，决定归化入籍。 
成为了日本球员的李忠成在2009年8月转会广岛三箭，因为有佐藤寿人的压制，一直未能崭露头角，只是在去年年初的亚冠联赛中两次攻破了山东鲁能的球门。当佐藤在2010年下半赛季受伤后，李忠成在12场联赛中打进11个进球，并列日职联赛射手榜的第11位。
2011年赛季，李忠成本人入围日本职业足球联赛年度最佳球员大名单。
2012年1月4日，李忠成远赴英国跟随英冠球队南安普顿操練，李忠成和南安普顿签署了一份为期两年半、年薪80万英镑的合同。初时申请工作证被拒，球队其后上诉获得接纳，于1月25日完成转会手续，免费由广岛三箭来投，成为球队历来首名日本球员。
2012年1月28日，李忠成在球队输给米尔沃尔堡的英格兰足总杯比赛中完成了一线队首秀。他的处子球出现在2012年2月18日对阵德比郡的下半场，当时他替补登场，这粒直挂远门柱上角的精彩进球当选了2011/12赛季球队内最佳进球。
2012年4月3日，于3月10日后未能比赛的李忠成由于右脚韧带受伤要提早结束赛季，估计于下一赛季前复出。
南安普顿官方宣布，李忠成以租借形式加盟老东家FC東京，期限到2013年6月。
浦和红钻官方宣布，英超南安普敦前锋李忠成正式加盟。
2015年12月29日，天皇杯半决赛先战一场，浦和红钻凭借李忠成的加时赛绝杀，1-0战胜了柏雷素尔挺进决赛。
2016年5月13日，李忠成获得由日职联赛选考委员会评审的日职联赛4月最佳球员奖。10月15日，李忠成获得日本联赛杯最佳选手奖。
浦和红钻前锋李忠成转会加盟横滨水手，27日两俱乐部同时发布此消息。
京都不死鸟从横滨水手得到了前锋球员李忠成。

## 国家队生涯
2003年，李忠成在日本王子杯上当选MVP。随后，时任韩国青年队教练的朴成华将李忠成征调进了韩国U19青年队。由于语言不通，李忠成决定离队回到日本。
2007年2月15日，李忠成接受了日本足球协会的邀请，加入日本国籍，进入日本国奥队的训练营，并代表日本国奥队参加了2008年北京奥运会足球比赛。
南非世界杯后，意大利籍主帅扎切罗尼执教日本国家队，在他去年9月18日观看的联赛广岛三箭对新潟天鹅的比赛中，李忠成凭借两个进球令扎切罗尼将他选入国家队，并最终成为了征战亚洲杯的日本国家队一员。
此前在本届亚洲杯中仅在第一场1：1平约旦的比赛中替补上场了45分钟时间，其余的4场比赛他一分钟也未上场。
2011年1月29日，在卡塔尔举行的2011年亚洲盃决赛日本对阵澳洲的比赛中，李忠成替补出场并在加时赛第19分钟打进制胜一球，帮助日本队第四次获得亚洲杯冠军。

## 個人生活
李忠成的祖父祖母20世纪30年代来到日本，按时间来算，李忠成属于第四代韩国后裔。李忠成的父亲大山铁泰曾是一位职业足球守门员，24岁退役。李忠成出生的时候父亲在东京都练马区经营着一家烤肉店。
虽然在日本国内的户口户籍上已经改名为大山忠成，不过在比赛中李忠成依旧保留了自己的原有名字，他在年轻时代曾将韩文的RI写在球衣背后号码上，而现在则改为了LEE。
2020年，李忠成与模特樋场早纪结婚，两人2014年经朋友介绍相识。

## 外部連結
- Tadanari Lee Career Profile （页面存档备份，存于）
- FIFA Statistics （页面存档备份，存于）
- 李忠成 OFFICIAL BLOG （页面存档备份，存于）
- 李忠成的X（前Twitter）
- 李忠成的Instagram帳戶
- 連載:備戦08 - 読売新聞
- 今も、横断幕の話をする目には涙が。李忠成が「浦和の一員」になるまで。(1/4) （页面存档备份，存于） , (2/4) （页面存档备份，存于） , (3/4) （页面存档备份，存于） ,(4/4) （页面存档备份，存于） - Number Web (2016年12月6日)
- プロフィール （页面存档备份，存于） - Jリーグ
- プロフィール - 浦和レッドダイヤモンズ
- 李忠成 – FIFA國際賽競賽紀錄 (存檔)（英文）
- 李忠成－UEFA國際賽競賽紀錄（英文）
- Soccerway資料庫：李忠成 （英文）
- Template:SportsReference
- 李忠成在ESPN FC中的档案（英文）